# سيسيل وود (مهندس)
سيسيل وود (بالإنجليزية: Cecil Wood)‏ هو مهندس نيوزيلندي، ولد في 28 مارس 1874، وتوفي في 1965.